# تيد تيسون
تيد تيسون (بالإنجليزية: Ted Tyson)‏ هو لاعب كرة قدم أسترالية أسترالي، ولد في 4 فبراير 1910 في كالغورلي في أستراليا، وتوفي في 5 فبراير 1996 في Hamersley, Western Australia ‏ في أستراليا.

## وصلات خارجية
- تيد تيسون على موقع AustralianFootball.com (الإنجليزية)